# Никола Абаджиев
Никола Атанасов Абаджиев е български цигулар и музикален педагог.

## Биография
Роден е на 14 февруари 1883 г. в Русе. Първоначално учи цигулка при Петко Наумов. През 1905 г. завършва консерваторията в Брюксел, където учи цигулка при Томсон и музикално-теоретични дисциплини при Жилсон и Юберти. През 1914 г. специализира в Берлин при А. Марто. От 1928 г. е редовен преподавател в Държавната музикална академия, а през 1929 г. е избран за професор в Държавната музикална академия в София, като в периода 1931 – 1933 г. е и неин директор. Негови ученици са Васил Чернаев, Васил Лолов, Стоян Стоянов-Иванов. Той е основател и редактор на библиотека „Музика“, която издава поредица биографии на музиканти.
Негов син е виртуозът Васко Абаджиев.
Умира на 9 септември 1947 г.